# Óxido de cromo(II)
Óxido de cromo(II) é um composto inorgânico de fórmula química CrO. É um pó preto que cristaliza em formação salina. 